# Ilja Muromets

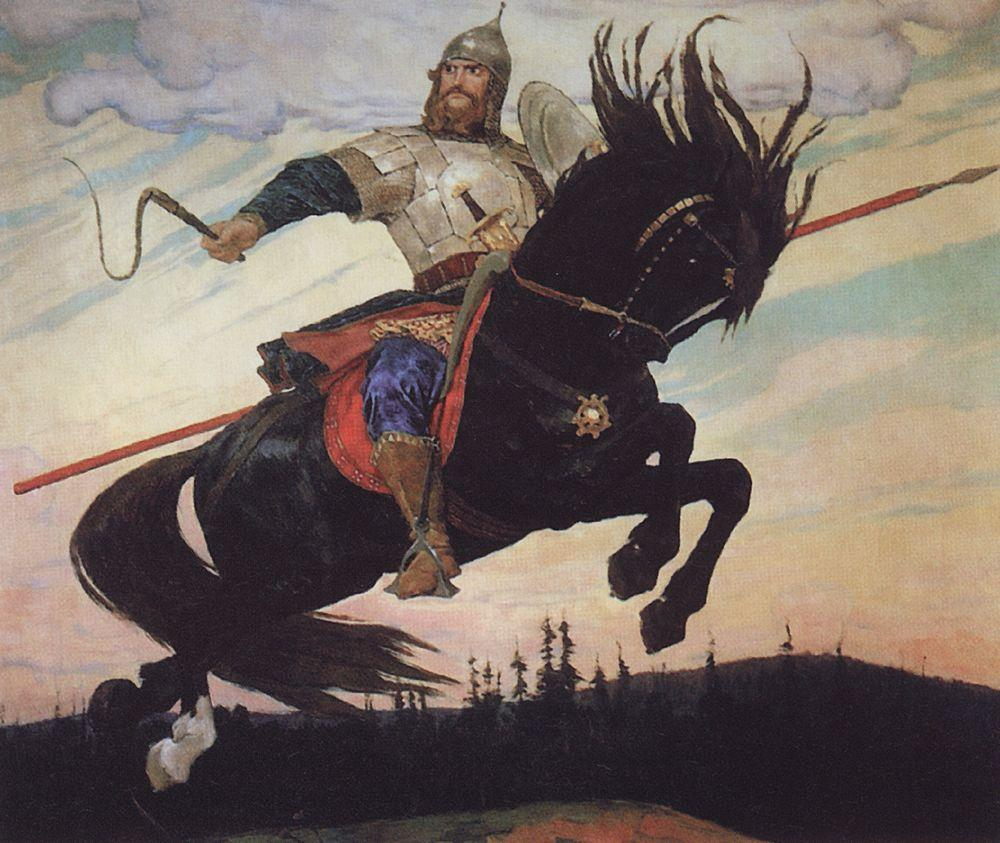
Ilja Muromets, enligt en målning av Viktor Vasnetsov.

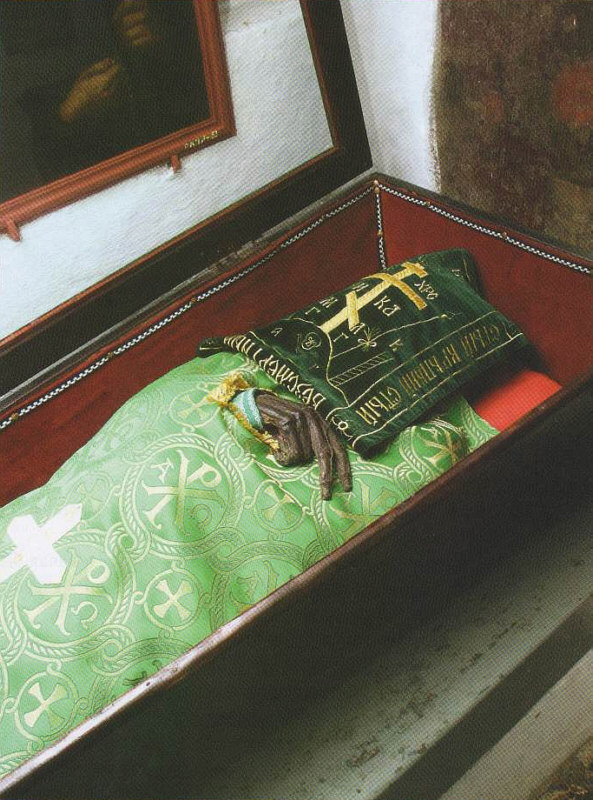
Oförgängliga relikerna efter sankt Ilja Muromets i Petjerskaklostret i Kiev

Ilja Muromets (rysk Илья Муромец, ukrainska: Ілля Муромець) var i slavisk mytologi en hjälte med övernaturliga krafter och attribut, en s.k. bogatyr. Son till en fattig bonde.
Ilja från Murom satt hemma tills han fyllt 30 år, föraktad och bespottad av alla för sin dumhet och feghet, men därpå tog han sig plötsligt samman och begav sig till hovet i Kiev för att erbjuda Vladimir den store sina tjänster. På vägen dit träffade han på en rövare som hade terroriserat trakten i alla hans 30 år och hade uppnått stor färdighet i att härma alla slags djurläten; han kunde skrämma vägfarande från vettet genom att yla eller brumma, men särskilt bra var han på att låta som en näktergal, och därför kallades han också Näktergalen. Få hade sett honom, ty han höll sig väl dold i lövverket och brukade skjuta sina offer på långt håll ur bakhåll. Ilja fick emellertid syn på rövarens öga i ett buskage bakom nio grova trädstammar i rad, sköt honom blixtsnabbt mitt i ögat och tog honom därpå till fånga. Rövarens fru dök upp och erbjöd honom stora rikedomar i lösensumma, och parets ondsinta söner i svarta rustningar gjorde allt vad de kunde för att spärra hans väg, men Ilja tog sig i ändå till Kiev och överlämnade missdådaren till storfursten Vladimir, som blev så imponerad att han genast värvade Ilja till främsta ledet av sina berömda kämpar.
Muromets' uppgift var att beskydda sitt folk. Han hade en övermänniskas krafter, dessutom en häst som kunde flyga och en pilbåge med fantastiska egenskaper. Så stor var hans kapacitet att han ibland förknippas med den slaviske strids- och blixtguden Perun.
Ilja Muromets är också namnet på en symfoni, komponerad av Reinhold Glière.